# Synechocera
Synechocera es un género de escarabajos de la familia Buprestidae.

## Especies
- Synechocera albohirta (Carter, 1921)
- Synechocera bicolor (Bellamy, 1987)
- Synechocera brooksi (Bellamy, 1987)
- Synechocera burnsi (Bellamy, 1987)
- Synechocera cynaeipennis (Carter, 1924)
- Synechocera deplana (Fabricius, 1801)
- Synechocera elongata (Thomson, 1879)
- Synechocera parvipennis (Bellamy, 1987)
- Synechocera queenslandica (Bellamy, 1987)
- Synechocera setosa (Carter, 1924)